# Leptotarsus (Longurio) jonesi
Leptotarsus (Longurio) jonesi is een tweevleugelige uit de familie langpootmuggen (Tipulidae). De soort komt voor in het Afrotropisch gebied.